# Lithificatie
Lithificatie (Grieks λιθος lithos = rots, steen) is het proces waarmee een ongeconsolideerd sediment verandert in een vast gesteente. Lithificatie is een onderdeel van diagenese en beslaat de natuurlijke processen cementatie en mogelijk compactie, metasomatisme en uitlogen.
Fysisch gezien zorgt lithificatie ervoor dat de porositeit van het gesteente verdwijnt door compactie en cementatie. Het neerslaan van cement lijmt als het ware de klasten in het gesteente aan elkaar, waarbij de poriën langzaam opgevuld raken. Compactie (het toenemen van de dichtheid van het gesteente) kan plaatsvinden doordat de klasten dichter tegen elkaar aan gaan zitten of door drukoplossing.